# Pseudonerdanus
Pseudonerdanus es un género de coleóptero de la familia Oedemeridae.

## Especies
Las especies de este género son:
- Pseudonerdanus dembickyi
- Pseudonerdanus olivicolor
- Pseudonerdanus sawaii
- Pseudonerdanus suturalis